# Actinauge granulata
Actinauge granulata är en havsanemonart som beskrevs av Oscar Henrik Carlgren 1928. Actinauge granulata ingår i släktet Actinauge och familjen Hormathiidae. Inga underarter finns listade i Catalogue of Life.